# Vaucresson
 Vaucresson  es una comuna (municipio) de Francia, en la región de Isla de Francia, departamento de Altos del Sena, en el distrito de Boulogne-Billancourt y en el cantón de Chaville.
Su población municipal en 2007 era de 8 670 habitantes. 
Está integrada en la Communauté de communes Cour de Seine.

## Demografía
| 254 | 258 | 347 | 231 | 304 | 286 | 318 | 282 | 332 | 341 | 315 | 362 | 331 | 623 | 526 | 670 | 804 | 1 016 | 1 127 | 1 231 | 1 816 | 2 269 | 2 596 | 2 718 | 3 283 | 4 268 | 6 690 | 8 065 | 9 257 | 8 313 | 8 118 | 8 141 | 8 670 |
| Para los censos de 1962 a 1999 la población legal corresponde a la población sin duplicidades (Fuente: INSEE [Consultar]) |     |     |     |     |     |     |     |     |     |     |     |     |     |     |     |     |       |       |       |       |       |       |       |       |       |       |       |       |       |       |       |       |